# Forschungsmethode
Als Forschungsmethoden (englisch research methods) werden in den Wissenschaften Verfahren und Analysetechniken bezeichnet, die zur Klärung wissenschaftlicher Fragestellungen dienen. Die Frage, in einer Fragestellung, sollte so formuliert oder versprachlicht werden, dass sie auch durch ein geeignetes Experiment oder eine Befragung zu beantworten ist.

## Wissenschaftliche Fragestellung
Unter einer wissenschaftlichen Fragestellung wird eine spezifische Form einer Frage verstanden. Eine Frage ist, allgemein formuliert, eine versprachlichte Äußerung mit der der Sprecher oder Schreiber („Fragende“) eine Antwort zur Beseitigung einer Wissens- oder Verständnislücke („Informationsdefizit“) einfordert und ein Problem zu lösen sucht.
Wissenschaft beginnt mit dem Beschreiben eines Problems. Letztlich dient alles Wissen dem Lösen von Problemen. Die conditio sine qua non einer wissenschaftlichen Arbeit wird durch die präzise Formulierung einer Forschungsfrage bzw. einer wissenschaftlichen Fragestellung bestimmt. Hierdurch leitet sich ab, welches (Beleg-)Material oder welche Quellen zitiert werden, wie die Argumentation aufgebaut wird und was das Ziel zur Problemlösung ist. Durch die präzise Formulierung kann eine ganz konkrete Antwort in einem spezifischen Themenfeld gesucht bzw. gefunden werden. Dabei ist die Antwort nicht beliebig, sondern eine, deren Beantwortung jederzeit und von jedermann nachvollzogen werden kann, im Sinne einer „intersubjektiven Überprüfbarkeit“.

„Eine Fragestellung ist für wissenschaftliche Arbeiten konstitutiv. Von der Fragestellung hängt die ganze Qualität einer
wissenschaftlichen Arbeit ab. Sie ist gewissermaßen die Achse einer wissenschaftlichen Arbeit, sie trägt alles und um sie dreht sich alles“

Obgleich die pure wissenschaftliche Beobachtung, naturwissenschaftlichen Experimenten häufig vorausgeht, gibt es Einzelwissenschaft, in denen mehr oder weniger nicht in das beobachtete System eingegriffen wird, etwa in der Astronomie, Geologie, Biologie. Das Experiment und die wissenschaftliche Beobachtung haben gemeinsam, dass sie im Allgemeinen auf einer Theorie mit daraus folgenden Hypothesen gründen und dass sie planmäßig, intentional durchgeführt werden.
In den Naturwissenschaften werden die Theorien, das heißt Hypothesensysteme oder -bündel empirisch in einem Experiment getestet, stimmen sie nicht mit den Daten
überein, werden sie verworfen. Jedes Experiment benötigt eine Versuchsanordnung; sind Versuchspersonen oder andere lebende Objekte beteiligt, spricht man auch vom Forschungsdesign.
Bei vielen Experimenten fallen die Messdaten in Form stochastisch schwankender Zahlenwerte an und müssen dann mit statistischen Methoden einschließlich statistischer Tests ausgewertet werden. Neben der Validität, sind es die Reliabilität und die Objektivität, die ein Gütekriterium für Modelle, Mess- oder Testverfahren und Forschungsmethoden darstellen.
Aus experimentellen Resultaten werden durch Schlussfolgerung Erkenntnisse gewonnen. Diese sind dann, oft im Zusammenspiel mit einem Modell oder auch als Grundlage eines neuen Modells, Grundlage einer Theorie.

## Die Methode
Mit dem Begriff der Methode wird ein intentionales und systematisches Verfahren zur Erreichung dieses Zieles beschrieben.
Das Verfahren ist eine allgemeine Vorgehensweise beim Aufstellen der Fragestellung, bei der Planung, der Durchführung und der Auswertung einer (empirischen) Untersuchung.
Das Ziel von Wissenschaft ist es, die Wirklichkeit zu erklären, indem sie versprachlicht Realitäten anbietet, die empirisch überprüfbar sind. Hierzu werden Hypothesen oder Hypothesensysteme, das heißt Theorien formuliert die eine möglichst große Reich- und Erklärungstragweite, in Form von Aussagen über die Wirklichkeit anbieten.
Die Wissenschaftstheorie befasst sich unter anderem mit Voraussetzungen für Forschungsmethoden.
Insbesondere in den Sozialwissenschaften ist die Unterscheidung in Quantitative Forschungsmethoden und Qualitative Forschungsmethoden geläufig, sogenannte empirische Forschungsmethoden. Hierzu müssen Forschungsdaten, die vom Wissenschaftler analysiert werden sollen, zunächst erhoben werden, sodann gesammelt, systematisiert und schließlich ausgewertet werden. Zum Schluss steht dann die Interpretation der gefundenen Sachverhalte an.
Damit steht vor jedem Forschungsprozess die Entscheidung, welche Forschungsmethode eingesetzt werden soll, um das Forschungsziel zu erreichen. Die quantitative Analyse arbeitet mit Zahlen, die qualitative Analyse mit Text. Die Auswahl des Verfahrens bestimmt, welches Material untersucht wird. Erhebungsverfahren erzeugen Daten über das Sammeln von Material, Befragung, Beobachtung oder Experiment. Analyseverfahren ermöglichen ihre Ordnung und Interpretation in drei Schritten:
- Darstellung,
- Interpretation,
- Theoriebildung.

Zentrales Qualitätskriterium ist die Dokumentation des gesamten Prozesses.
Das Ergebnis wird in einer faktualen Erzählung, zumeist in Textform, versprachlicht.

## Quantitative Forschungsmethoden
In der quantitative Forschungsmethoden sollen Zusammenhänge zwischen Ursache und Wirkung (Kausalität) erkennbar und final Erklärungen über die Wirkzusammenhänge geliefert werden. Sie operieren mit quantitativen Daten, das sind Messergebnisse aus der Beobachtung der Wirklichkeit, welche in Form von Interviews, Befragungen oder Experimenten erfolgen kann.
Für eine quantitative Forschungsmethode müssen zu Beginn des Untersuchungsprozesses bereits Theorien und Modelle über den Gegenstand der Forschung vorliegen. Anhand dieser werden deduktiv Hypothesen abgeleitet, welche im Forschungsprozess überprüft werden müssen.
Die Auswertung der Daten erfolgt über statistische Verfahren, so etwa durch die deskriptive Statistik, einer Beschreibung von Verteilung und Zusammenhängen, sowie der induktiven Statistik, der Prüfung von Hypothesen.
Der Grad des Erkenntnisgewinns wird über Signifikanzprüfungen abgesichert und die Erkenntnisse werden abschließend wieder auf das theoretische Modell bezogen und (re-)interpretiert.

## Qualitative Forschungsmethoden
Die qualitative Forschungsmethoden gehen von einer differenten Ausgangssituation und damit auch Datenlage aus. Vielfach steht diese Forschung der Wirklichkeit mit vielschichtigen Fragestellungen gegenüber. Liegen verbalisierte Befunde vor, etwa beim Beschreiben einer sozialen Situation, so können dies Texte (Interviews, Einzelfallanalysen oder auch qualitative Inhaltsanalysen), Bilder oder Tondokumente sein. Hierzu müssen die erhobenen qualitativen Daten anders, als in der quantitativen Forschungsmethode, ausgewertet werden. Das Ziel eines solchen Vorgehens ist das Verstehen.
Um eine Verstehen zu erreichen, wird interpretativ gearbeitet, etwa durch eine Textanalysen oder einem narrativen Interview.
Das Ziel qualitativer Forschung liegt in der Exploration unbekannter sozialer Phänomene und in der Entwicklung neuer Theorien und Modelle. Die qualitative Forschung zeigt sich in einer Tendenz zu einer induktiven Vorgehensweise.